# Угорь (подводная лодка)
«Угорь» — подводная лодка российского императорского флота типа «Барс». Построена в 1916—1917 годах, входила в состав Балтийского флота. Участвовала в Первой мировой войне, использовалась как учебная, числилась в строю до 1925 года.

## История строительства
«Угорь» был заказан заводу «Ноблесснер» в Ревеле и предназначался для Сибирской флотилии. Из-за срыва сроков строительства «Ноблесснером» лодка была передана для постройки на Балтийский завод в Петроград, была заложена 4 июля 1914 года. В 1915 году перечислена в состав Балтийского флота.
Спуск на воду состоялся 22 октября 1916 года. Во время строительства вырезы для бортовых торпедных аппаратов «Угря» были заменены на небольшие углубления на палубе. Из-за отсутствия заложенных в проекте мощных дизелей (2х1320 л. с.) на «Угорь» были установлены два дизеля по 420 л. с. фирмы «Нью-Лондон». Они обеспечили кораблю надводную скорость 12 узлов (по сравнению с 9-10 узлами у большинства однотипных лодок), но показали себя менее надёжными в работе.
В мае 1917 года подводная лодка «Угорь» под командованием лейтенанта А. К. Понтикова вступила в строй и была зачислена в состав 3-го дивизиона Дивизии подводных лодок Балтийского моря.

## История службы
В 1917 году «Угорь» базировался на Ревель, успел принять участие в Первой мировой войне на Балтийском море. Совершил два боевых походоа, в торпедные атаки не выходил. В августе 1917 года перебазирован на Гангэ, 27-31 августа находился в боевом походе в районе Аландских островов, обнаружил подводную лодку, но при выходе в атаку опознал российскую «Рысь». 15 сентября «Угорь» был повреждён эсминцем «Меткий».

### Служба в советском флоте
В 1918 году «Угорь» с группой других кораблей участвовал в Ледовом походе, в феврале перейдя из Ревеля в Гельсингфорс, а в апреле — из Гельсингфорса в Кронштадт.
С августа 1918 года лодка была выведена в резерв и до 1920 года находилась на консервации на плаву в Петрограде. Зимой вмёрзла в лёд и потеряла герметичность, поэтому 27 марта 1920 года при сходе льда затонула. В мае того же года поднята спасательным судном «Коммуна», продолжила находиться в резерве. Зиму 1920—1921 года провела в доке Кронштадта, в ноябре 1921 года передана на длительное хранение в Гребном порту, использовалась как источник запчастей. В 1924 году во время наводнения выброшена на мель, 29 мая 1925 года передана на утилизацию, 18 июля исключена из состава флота.

## Командиры
- ноябрь-декабрь 1916: Василий Васильевич Тихомиров, лейтенант, командовал «Угрём» на этапе строительства, вскоре переведён на недостроенную подводную лодку «Леопард»[1].
- декабрь 1916 — март 1918: Артемий Константинович Понтиков, лейтенант (с июля 1917 — старший лейтенант), ранее командовал подводной лодкой «Кайман». В марте 1918 года оставил службу[2].
- апрель-август 1918: Константин Николаевич фон Эльснер, мичман, ранее командовавший подводной лодкой «Единорог». В августе 1918 года умер в морском госпитале Петрограда[3].